# Liste des districts dans le borough royal de Kingston upon Thames
Ceci est une liste des districts du Borough royal de Kingston upon Thames.
Le borough est principalement situé dans la zone postal KT, TW et SW.

Kingston upon Thames dans le Grand Londres

## Districts
| District             | Ville postale                    | Zone postal/District | Coordonnées                 | OS grid ref |
| -------------------- | -------------------------------- | -------------------- | --------------------------- | ----------- |
| Berrylands           | SURBITON                         | KT5                  | 51° 23′ 35″ N, 0° 17′ 13″ O | TQ195675    |
| Canbury              | KINGSTON UPON THAMES             | KT2                  | 51° 25′ 02″ N, 0° 18′ 05″ O | TQ185705    |
| Chessington          | CHESSINGTON                      | KT9                  | 51° 21′ 49″ N, 0° 17′ 59″ O | TQ183641    |
| Coombe               | KINGSTON UPON THAMES, NEW MALDEN | KT2, KT3             | 51° 25′ 08″ N, 0° 15′ 51″ O | TQ208703    |
| Kingston upon Thames | KINGSTON UPON THAMES             | KT1, KT2             | 51° 24′ 37″ N, 0° 17′ 58″ O | TQ182693    |
| Kingston Vale        | LONDRES                          | SW15                 | 51° 25′ 46″ N, 0° 15′ 05″ O | TQ215715    |
| Malden Rushett       | CHESSINGTON                      | KT9                  | 51° 20′ 12″ N, 0° 19′ 13″ O | TQ171610    |
| Motspur Park         | NEW MALDEN                       | KT3                  | 51° 25′ N, 0° 15′ O         | TQ225677    |
| New Malden           | NEW MALDEN                       | KT3                  | 51° 24′ 00″ N, 0° 15′ 07″ O | TQ215685    |
| Norbiton             | KINGSTON UPON THAMES             | KT1, KT2             | 51° 24′ 43″ N, 0° 16′ 59″ O | TQ195695    |
| Old Malden           | WORCESTER PARK                   | KT4                  | 51° 23′ 17″ N, 0° 15′ 22″ O | TQ215685    |
| Surbiton             | SURBITON                         | KT5, KT6             | 51° 23′ 38″ N, 0° 18′ 25″ O | TQ180673    |
| Tolworth             | SURBITON                         | KT5, KT6             | 51° 23′ 02″ N, 0° 16′ 51″ O | TQ197659    |

## Référence
- (en) Cet article est partiellement ou en totalité issu de l’article de Wikipédia en anglais intitulé « List of districts in the Royal Borough of Kingston upon Thames » (voir la liste des auteurs).